# 大村純保
大村 純保（おおむら すみもり）は、江戸時代中期の大名。肥前国大村藩の第8代藩主。官位は従五位下・弾正少弼。

## 略歴
享保19年（1734年）2月22日、第7代藩主・大村純富の長男として大村にて誕生した。幼名は幾之助。
寛延元年（1748年）に父の死去により跡を継いだ。藩庁であった玖島城の石垣修理の許可を幕府に求めていたが、宝暦5年（1755年）6月に許可が降りた。
宝暦10年（1760年）12月16日に江戸にて27歳で死去し、次男の純鎮が跡を継いだ。墓所は東京都港区高輪の承教寺、東京都大田区の池上本門寺。

## 系譜
父母
- 大村純富（父）
- 大村友晴の養女 ー 笹井氏、側室（母）

正室
- 植村家包の娘

側室
- 針尾氏

子女
- 大村純将（長男）生母は針尾氏（側室）
- 大村純鎮（次男）生母は正室